# فیئر ۲: تولد دوباره
نسخه جدید از بازی FEAR 2 که داستان نسخه Project Origin را ادامه می‌دهد.
مایکل بکت قهرمان داستان در ایستگاه زیرزمینی مترو به هوش می‌آید و راه خود را برای پیدا کردن Alma ادامه می‌دهد.